# Daniel de la Rosa
Daniel de la Rosa Villahoz (Burgos, 10 de septiembre de 1980) es un político español del PSOE, alcalde de la ciudad de Burgos entre 2019 y 2023, y actual concejal del ayuntamiento la oposición.

## Biografía
Diplomado en Gestión y Administración Pública y Licenciado en Ciencias Políticas y de la Administración por la Universidad de Burgos, se afilió previamente a la finalización de su carrera académica a las Juventudes Socialistas con veintidós años y al PSOE un año después, en 2003. En 2004 fue elegido secretario general Agrupación Local de Burgos de Juventudes Socialistas, cargo que ostentó hasta 2008. En 2007, fue elegido concejal del PSOE en el Ayuntamiento de Burgos. 
En 2008 formó parte por primera vez de Comisión Ejecutiva Provincial del PSOE de Burgos como Secretario de Acción Electoral, para hacerse cargo después de la Secretaría de Formación, además de tener el puesto de Consejero Vecino en el Consejo de Administración del Servicio Municipal de Deportes del Ayuntamiento de Burgos en representación del Grupo Municipal Socialista desde 2011. En 2011 fue titular del número ocho de la lista electoral en las elecciones municipales.
El 30 de noviembre de 2014 fue elegido candidato del PSOE a la alcaldía de Burgos. Los afiliados burgaleses le eligieron en formato de elecciones primarias en las que trescientos de los 373 afiliados del Partido Socialista pudieron votar su candidatura o la de Esther Peñalva, logrando el primero 164 votos, mientras que su rival en las urnas acumuló 132. Se contabilizaron cuatro votos en blanco. En las elecciones municipales de 2015, el PSOE quedó segunda fuerza con siete ediles perdiendo uno respecto a 2011, revalidando la alcaldía el Partido Popular.
En las elecciones municipales de 2019, volvió a encabezar las listas socialistas y quedó primero en votos con 11 ediles, pero los partidos del espectro político de la derecha, PP (7), CS (5) y Vox, sumaban mayoría para gobernar el ayuntamiento. Sin embargo, el día 15 de junio, cuando se constituían los ayuntamientos resultantes de esos comicios, los dos ediles de Vox decidieron no votar por el candidato de Ciudadanos, Vicente Marañón, y De la Rosa fue sorpresivamente elegido alcalde por ser la lista más votada. El Partido Popular nacional anunció el mismo día la próxima presentación de una moción de censura, aunque finalmente la propuesta se retiró.
El 18 de octubre de 2020 firmó un acuerdo de coalición con Ciudadanos, tras un año y cuatro meses de gobierno en solitario, incorporando a su gobierno a los cinco ediles de la formación naranja, con Marañón siendo nombrado vicealcalde y portavoz. A la mañana siguiente, la sede socialista local fue vandalizada con pintadas neonazis y acusaciones de traición.
En los comicios locales del 28 de mayo de 2023, De la Rosa ganó las elecciones por el PSOE siendo la lista más votada y consiguiendo con 12 concejales el mejor resultado hasta entonces de los socialistas en el consistorio burguense. Pero un pacto entre PP (11) y Vox (4) no le permitió revalidad el cargo en la alcaldía de Burgos, pasando el 17 de junio de 2023 a ser concejal de la oposición.
El 23 de febrero de 2025 fue nombrado Secretario de Organización del PSOE de Castilla y León en sustitución de Ana Sánchez, como parte de la nueva ejecutiva socialista autonómica liderada por Carlos Martínez.